# Diplazium cumingii
Diplazium cumingii är en majbräkenväxtart som först beskrevs av Karel Presl och som fick sitt nu gällande namn av Carl Frederik Albert Christensen.
Diplazium cumingii ingår i släktet Diplazium och familjen Athyriaceae. Inga underarter finns listade i Catalogue of Life.